# Wilsdorf (Dornburg-Camburg)
Wilsdorf ist ein Ortsteil der Stadt Dornburg-Camburg im Saale-Holzland-Kreis in Thüringen. Der Ort hat ungefähr 100 Einwohner.

## Geografie
Wilsdorf grenzt an die Ilm-Saale-Platte nordwestlich von Dornburg,  1 km östlich befindet sich Hirschroda, ein weiterer Stadtteil. Die kreisfreie Stadt Jena befindet sich 13 km südlich. Im Norden schließt sich die Stadt Bad Sulza und damit der Landkreis Weimarer Land, im Südwesten die Gemeinde Zimmern an.
Die Flur ist geprägt von weiten Ackerflächen und liegt geologisch im Bereich des oberen Muschelkalks, oftmals durch fruchtbaren Löss überlagert.

## Geschichte
Der Wachhügel befindet sich am Weg nach Wormstedt und war der Standort eines schnurkeramischen Grabhügels, in dem noch von den Slawen lange Zeit nachbestattet wurde. Man nimmt an, dass er auch kultischen Zwecken diente.
Als Ausbausiedlung der Burg Dornburg wird das 1321 in einer Urkunde des Michaelisklosters Jena erstmals erwähnte „Wiltorf“ im 12./13. Jahrhundert durch Rodung der Waldgebiete nördlich von Dornburg gegründet worden sein. Als Grundherren tauchen die Herren von Wilsdorf bis ins 15. Jahrhundert auf. Die älteste Überlieferung von Hofbesitzern stammt aus der Zeit von 1421 bis 1425. Der Ort gehörte zu dem im 14. Jahrhundert gegründeten ernestinischen Amt Dornburg, welches aufgrund mehrerer Teilungen zu verschiedenen Ernestinischen Herzogtümern gehörte. Ab 1815 war der Ort Teil des Großherzogtums Sachsen-Weimar-Eisenach, welches ihn 1850 dem Verwaltungsbezirk Weimar II (Verwaltungsbezirk Apolda) angliederte.
Eine Kapelle ist seit 1506 nachweisbar, die nach der Reformation wohl nicht mehr in Benutzung war und daher verfiel. Bis heute hat sich ein kleines Glockenhaus erhalten.
Am 16. März 1963 wurde Wilsdorf nach Dornburg/Saale eingemeindet.

## Sehenswertes
Am Ortsausgang nach Dornburg steht neben einer im Jahre 2014 neu gepflanzten Linde ein aus Muschelkalk gefertigtes Steinkreuz. Es besitzt eine lateinische Kreuzform und einige kaum mehr wahrnehmbare Einritzungen, welche eine Armbrust dargestellt haben sollen. Auf dem Scheitel ist ein kreisrundes Näpfchen eingearbeitet.